# Waco Standard Cabin
La Waco Standard Cabin es una serie estadounidense de biplanos monomotores de cabina recubiertos de tela de cuatro a cinco asientos, producidos por la Waco Aircraft Company comenzando en 1931 con el QDC y continuando hasta 1942, cuando la producción finalizó con el VKS-7F. Fueron usados como transportes ligeros de pasajeros y utilitarios, entrenadores de navegación, aviones de zonas remotas y, brevemente, como aviones de reconocimiento marítimo durante la Segunda Guerra Mundial.

## Diseño
Todos los Waco Standar Cabin estaban propulsados por motores radiales con capota y Waco intentó acomodar las preferencias de sus clientes con muchos de los motores más comunes comercialmente disponibles de la época, de ahí la profusión de designaciones, ya que la primera letra indicaba el motor instalado. Los modelos individuales eran certificados cada uno con varios de los motores disponibles, pero no todas las variantes encontraron clientes.
La estructura del fuselaje era típica de la época, siendo de tubería soldada de acero al cromo-molibdeno con larguerillos ligeros de madera para dar la forma y recubiertos con tela. Las alas estaban construidas alrededor de dos sólidos largueros de picea, siendo conformado el perfil mediante costillas de contrachapado y picea. El borde de ataque estaba recubierto de aluminio y todo el ensamblaje estaba recubierto de tela. Los alerones estaban interconectados con un soporte montado en el borde de fuga y en algunas versiones estaban recubiertos de aluminio corrugado. La mayoría de los modelos no estaban equipados con flaps (siendo una excepción el VKS-7F), construido para el Programa Civil de Entrenamiento de Pilotos (CPTP). Estaba equipado con flaps divididos solo en las superficies inferiores de las alas superiores y a media cuerda, por el interior y justo por delante de los alerones. El arriostramiento de las alas se realizaba mediante soportes en N inclinados que unían las alas superior e inferior, asistidos por un único soporte que arriostraba el ala inferior con el larguero superior del fuselaje, no disponiendo de arriostrado mediante cables. Los elevadores y el timón estaban construidos de tubería de acero soldado arriostrada mediante cables, y ambos podían ser ajustados, los elevadores en vuelo y el timón con un compensador ajustable en tierra. Normalmente, el tren aterrizaje principal se conformaba mediante un par de soportes en V, con amortiguación por aceite y muelle, y tenía frenos como equipamiento estándar, con una rueda de cola libre amortiguada mediante gomas trianguladas en la mayoría de los aviones, aunque una pequeña cantidad para Brasil fue equipada con patín de cola. Los flotadores también fueron ofrecidos como una opción, comenzando con el UIC, que tenía flotadores Edo P-3300. Los modelos posteriores (incluyendo el UKC, YKC y CJC) fueron ofrecidos con flotadores Edo 38-3430. 

## Desarrollo
La serie Standard Cabin fue el primer diseño exitoso de biplano de cabina de Waco, y fue desarrollado para acompañar a la serie F en su línea. La serie del Model C tenía los largueros superiores elevados para formar una cabina de 4 asientos a la que se entraba a través de una puerta entre las alas, por el lado izquierdo, y tenía una distintiva ventana trasera que fue enrasada, y más tarde eliminada en los posteriores Standard Cabin. El modelo inicial QDC de 1931 se ofrecía con un motor con capota Continental A70 de 123 kW (165 hp), o como los BDC, ODC, PDC y UDC, con otros motores (enlistados como variantes). En 1932 se introdujeron los modelos OEC y UEC. Los continuos refinamientos y mejoras realizados por Waco Aircraft resultaron en la producción de varias subvariantes que continuaron hasta 1939.
En 1935, Waco introdujo la ligeramente mayor serie Custom Cabin (que presentaba una disposición sesquiplana sin alerones en el ala inferior) y decidió diferenciar los modelos Standard y Custom Cabin añadiendo una S al designador del modelo. En 1936, la designación C-S fue reemplazada por una “S”, que significaba “Standard”. Por ejemplo, el YKC de 1934 se convirtió en el YKC-S de 1935 y en el YKS de 1936, además de  disponer de mejoras menores. 

## Historia operacional
La serie Standard Cabin, con su confort de cabina, demostró ser popular entre los propietarios privados. Muchos fueron comprados por pequeñas firmas  comerciales de aviación y de negocios no relacionados con la aviación. Con el comienzo de la Segunda Guerra Mundial, varios ejemplares fueron requisados en las Fuerzas Aéreas de muchas naciones Aliadas, incluyendo los Estados Unidos (USAAF y Armada), el Reino Unido, Sudáfrica, Australia y Nueva Zelanda. Las designaciones de las USAAF asignadas a los Waco Standard Cabin incluyen la UC-72D (para dos VKS-7), UC-72K (para un YKS-7), y UC-72M (para dos ZKS-7). La mayoría fueron usados como aviones utilitarios, aunque un pequeño número fue operado por la Patrulla Aérea Civil estadounidense, realizando patrullas antisubmarinas en las costas estadounidenses de marzo de 1942 agosto de 1943, armados con bombas de 50 o 100 libras. En 1942, 21 VKS-7F fueron construidos para el Programa Civil de Entrenamiento de Pilotos para ser usados como entrenadores de navegación. Un solo YKC requisado (llamado Little Waco), número de serie de la RAF AX697, fue usado por el Grupo del Desierto de Largo Alcance (LRDG) junto con un Waco Custom Cabin ZGC-7 (Big Waco) para apoyar sus actividades detrás de las líneas del Eje. Después de la Segunda Guerra Mundial, algunos UC-72 requisados volvieron a operadores civiles, y unos pocos fueron renovados (con la aprobación de la FAA) con nuevos modelos de motor. Esto complicó aún más la nomenclatura del modelo, aunque la FAA generalmente retenía la nomenclatura original para un fuselaje remotorizado. Actualmente hay menos de 135 aviones de la serie Standard Cabin de varios modelos registrados en los Estados Unidos.

## Variantes
Datos de Aerofiles.

### Tragaluz inicial

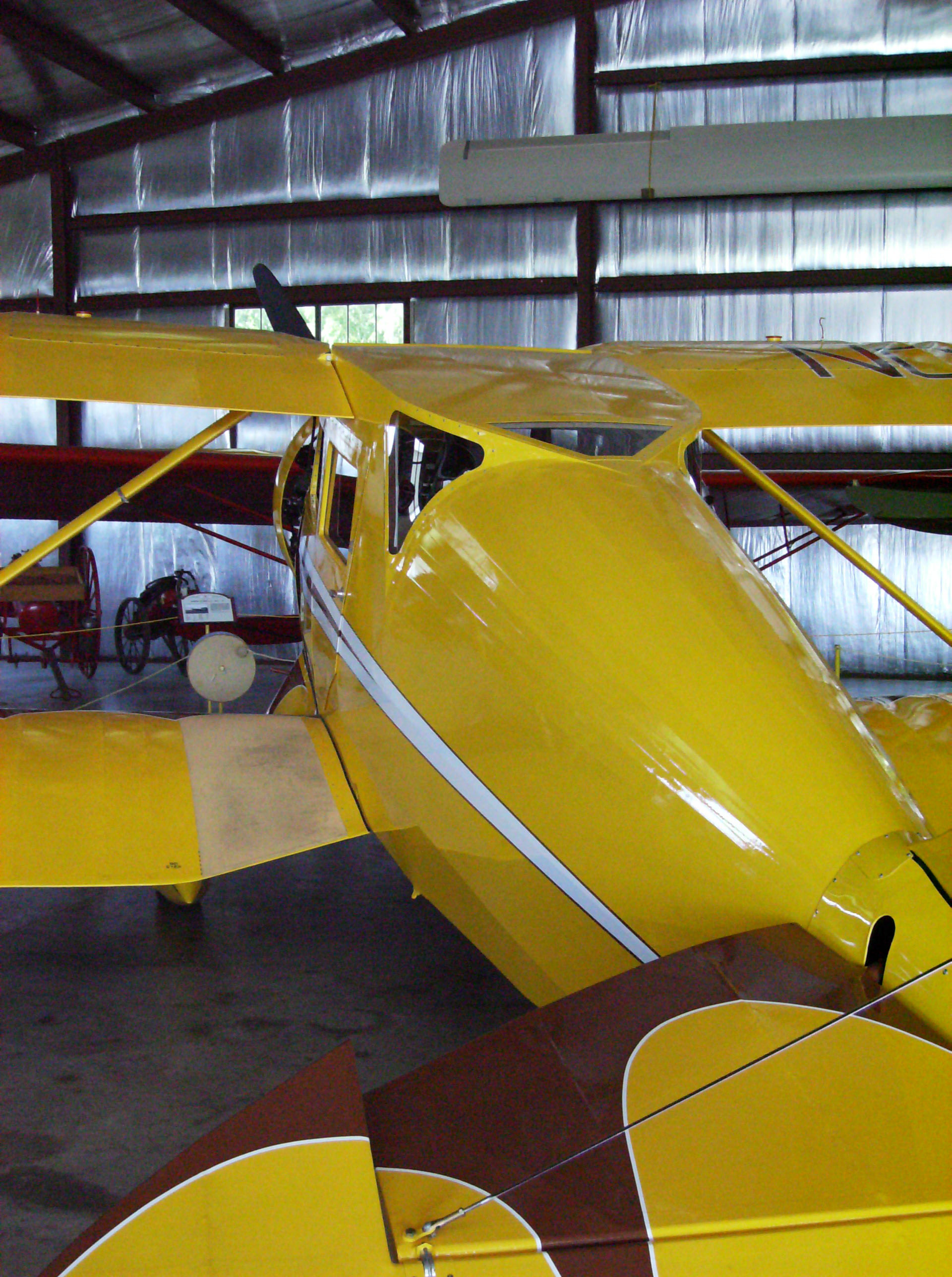
Waco UEC en el EAA Airventure Museum, Oshkosh, mostrando el distintivo tragaluz usado en los primeros Waco de cabina.

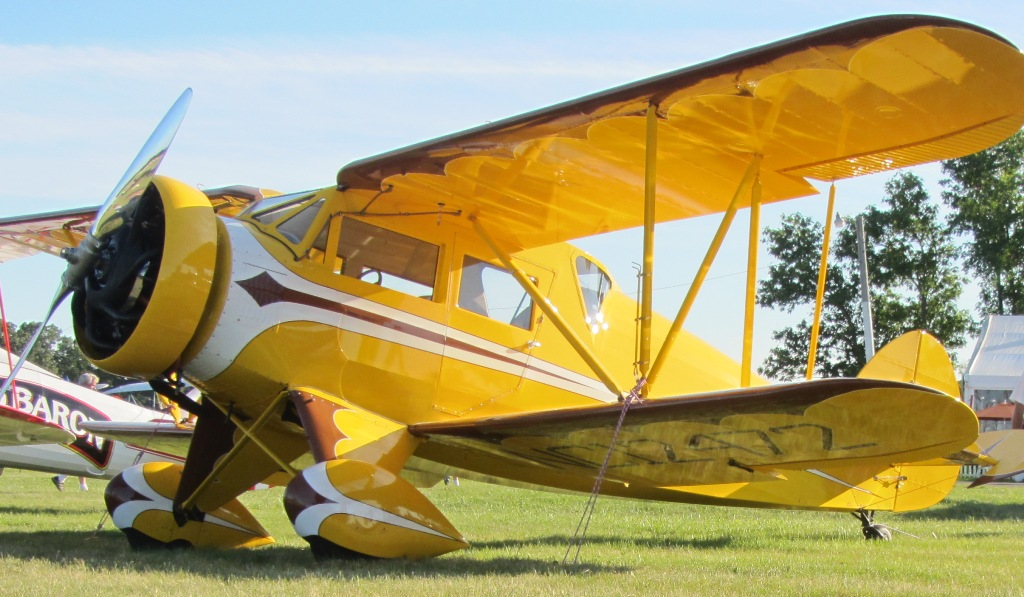
Waco UEC.

#### Serie DC
BDC
Motor Wright R-540 de 123 kW (165 hp). Sin evidencias de producción.
ODC
Motor Kinner C-5 de 157 kW (210 hp). Modificado como QDC.
PDC
Motor Jacobs LA-1 de 127 kW (170 hp). Dos construidos por encargo especial.

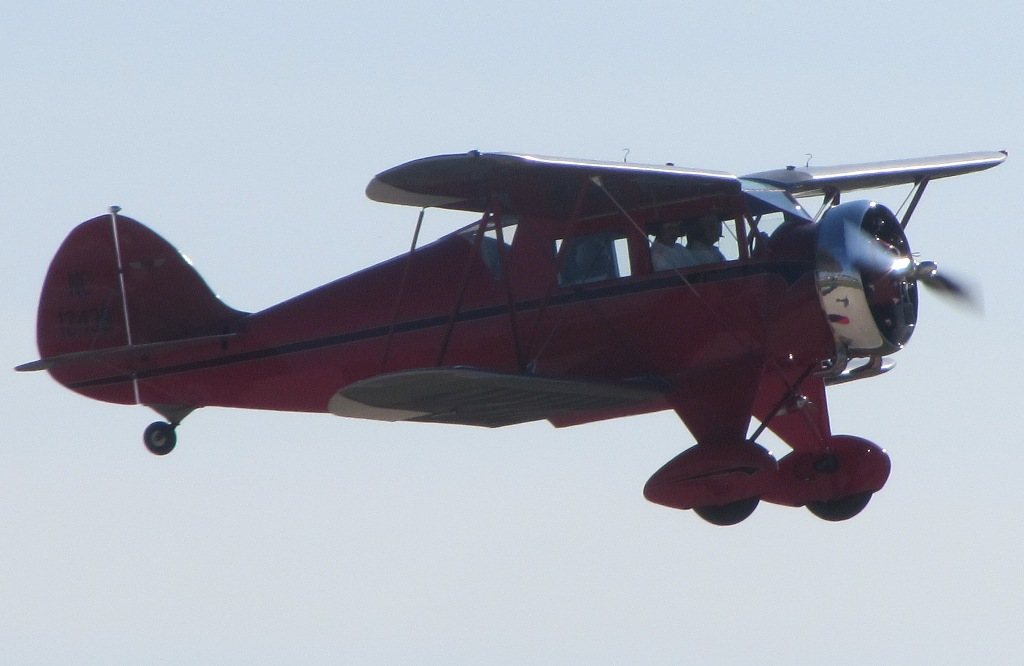
WACO QDC.

QDC
Motor Continental A-70 de 123 kW (165 hp). 37 construidos.
UDC
Motor Continental R-670 de 157 kW (210 hp). Sin evidencias de producción.

#### Serie EC
BEC
Motor Wright R-540 de 123 kW (165 hp). Uno construido (X12440), convertido a OEC o UEC.
OEC
Motor Kinner C-5 de 157 kW (210 hp). Tres construidos.
UEC
Motor Continental R-670 de 157 kW (210 hp). 40 construidos.

### Tragaluz tardío

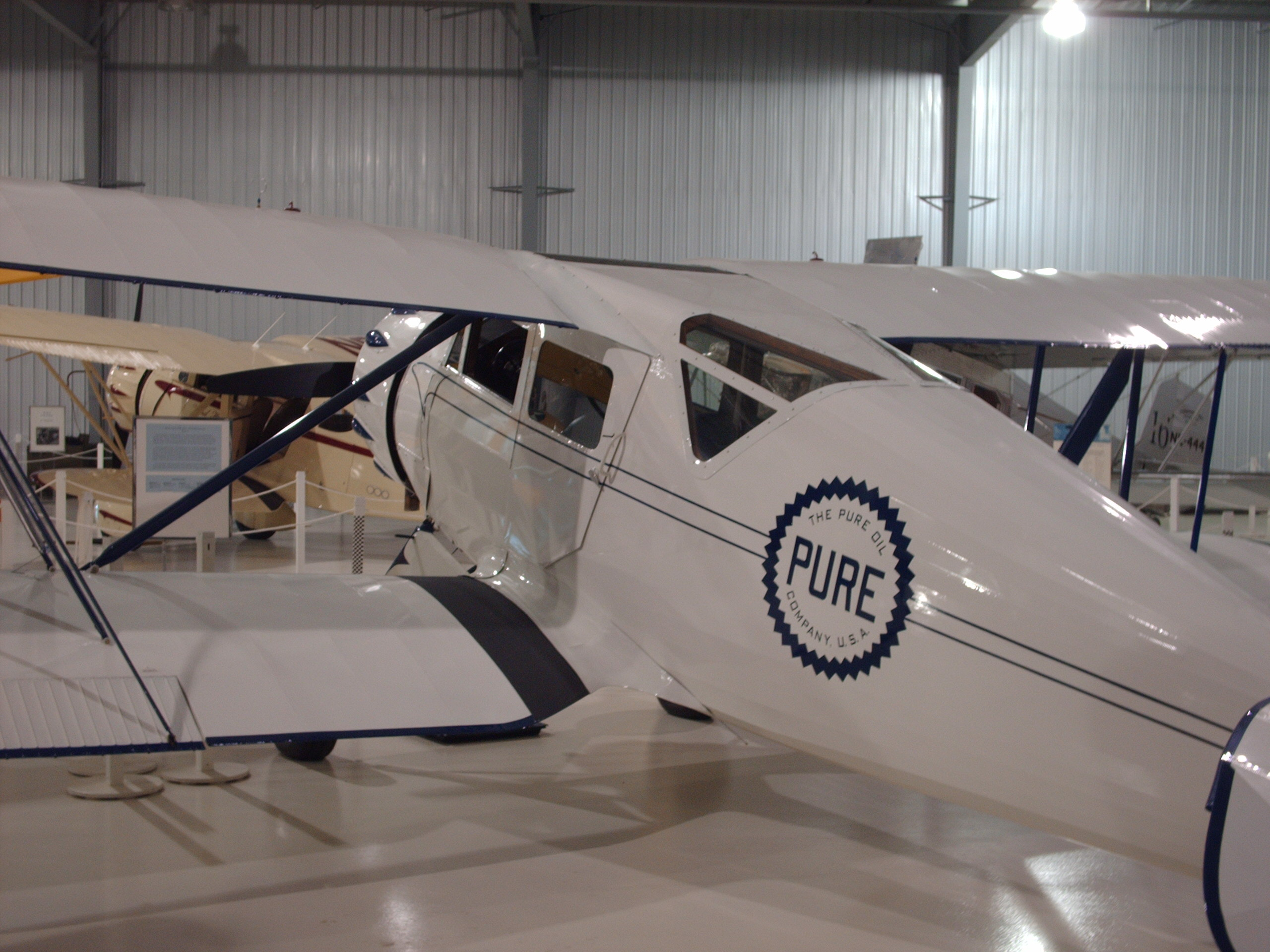
Waco UKC de 1934 mostrando tragaluz tardío carenado.

#### Serie IC
UIC

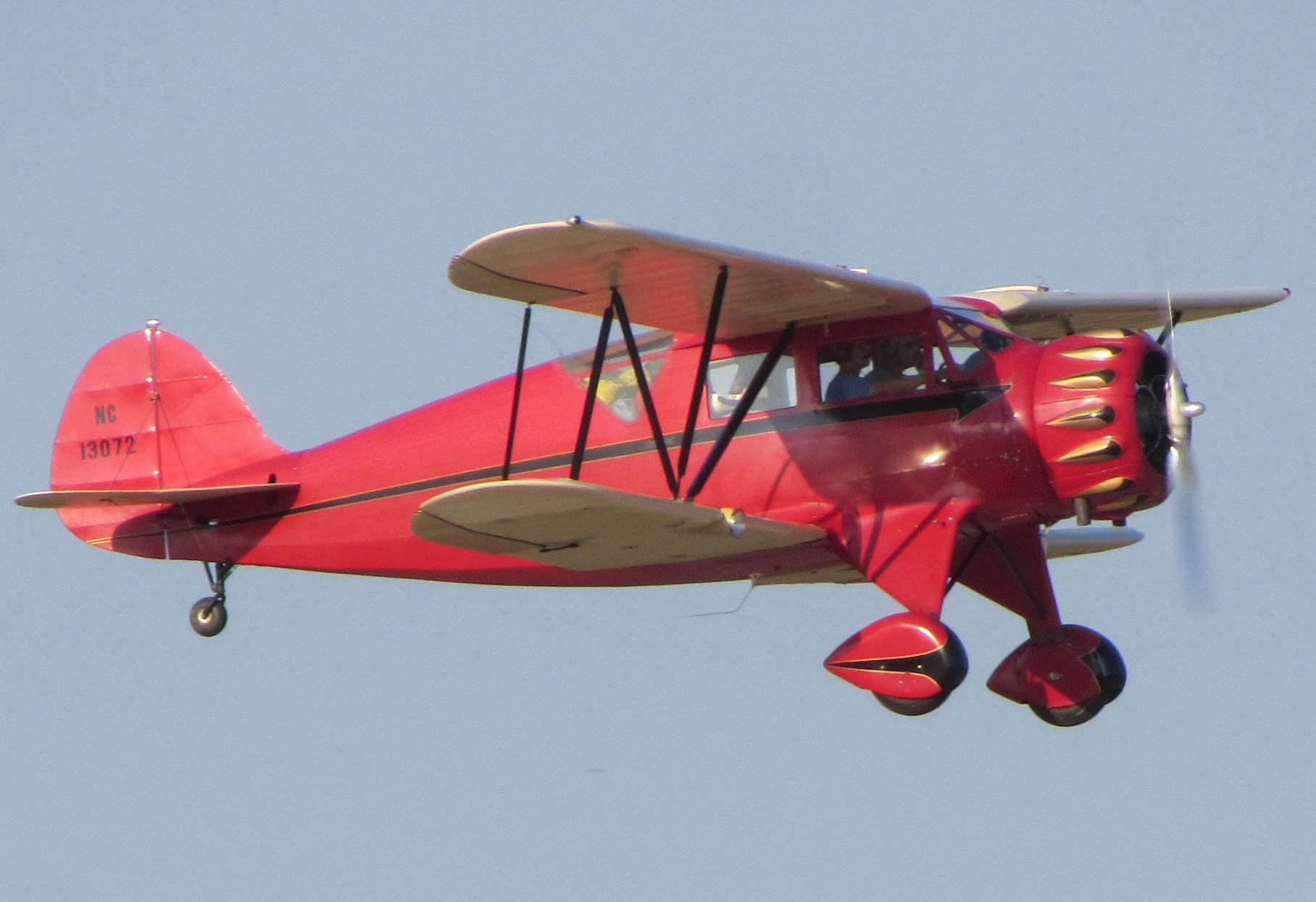
WACO UIC.

Motor 210 HP (157 kW) Continental R-670 de 157 kW (210 hp). 83 construidos.

#### Serie JC
CJC
Motor Wright R-760 de 186 kW (250 hp). 41 CJC, DJC y DJC-S construidos.
DJC
Motor Wright R-760 de 213 kW (285 hp).

#### Serie KC

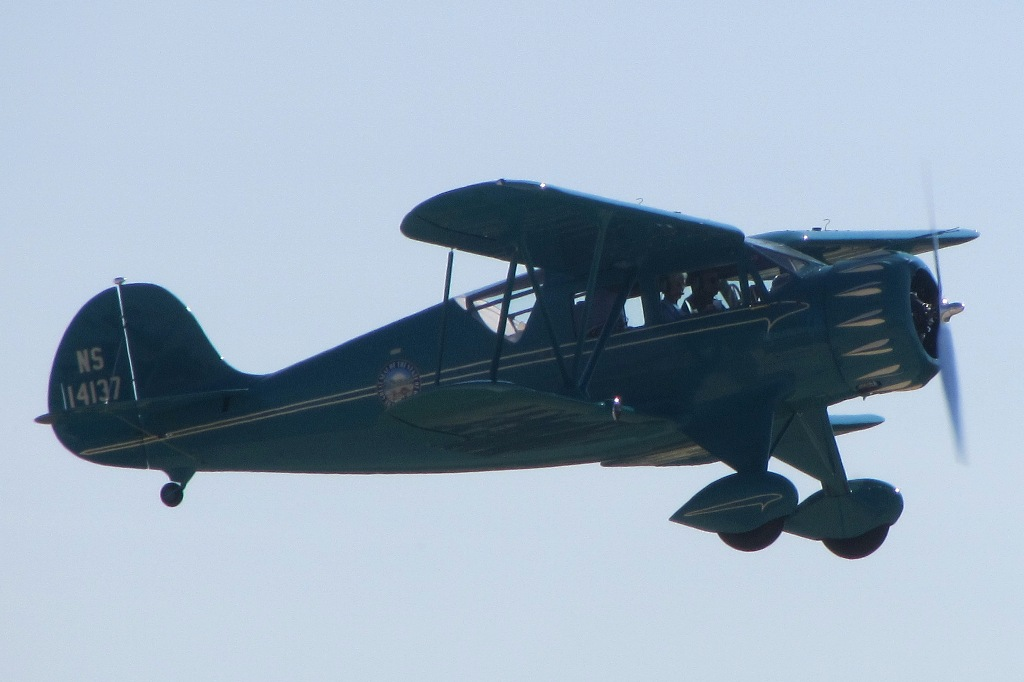
WACO YKC.

UKC
Motor Continental R-670 de 157 kW (210 hp).
YKC
Motor Jacobs L-4 de 168 kW (225 hp). 60 construidos.

### Sin tragaluz

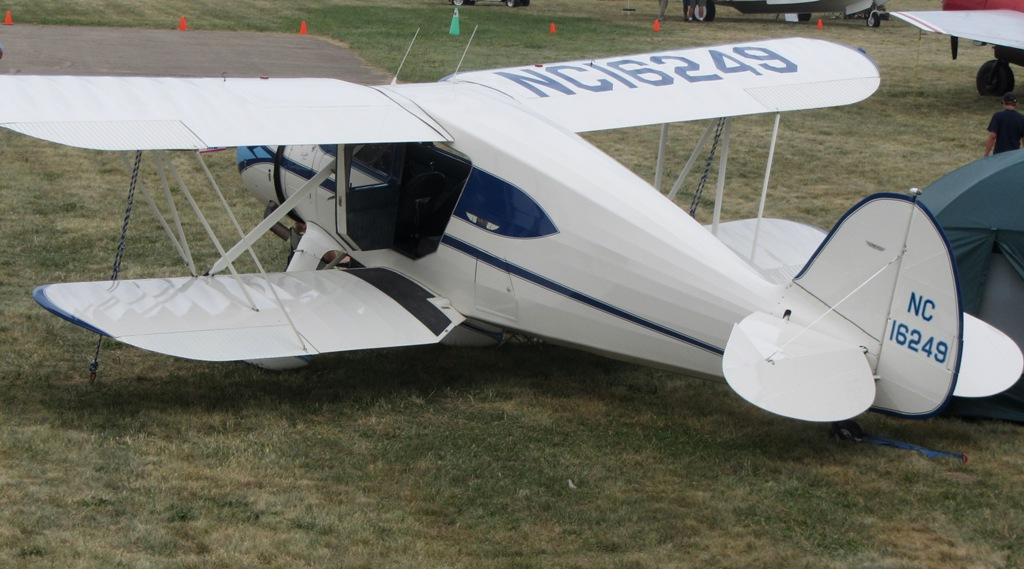
Waco YKS-6. Los soportes conectores de los alerones superior e inferior son visibles, distinguiendo este modelo de los sesquiplanos Custom Cabin contemporáneos.

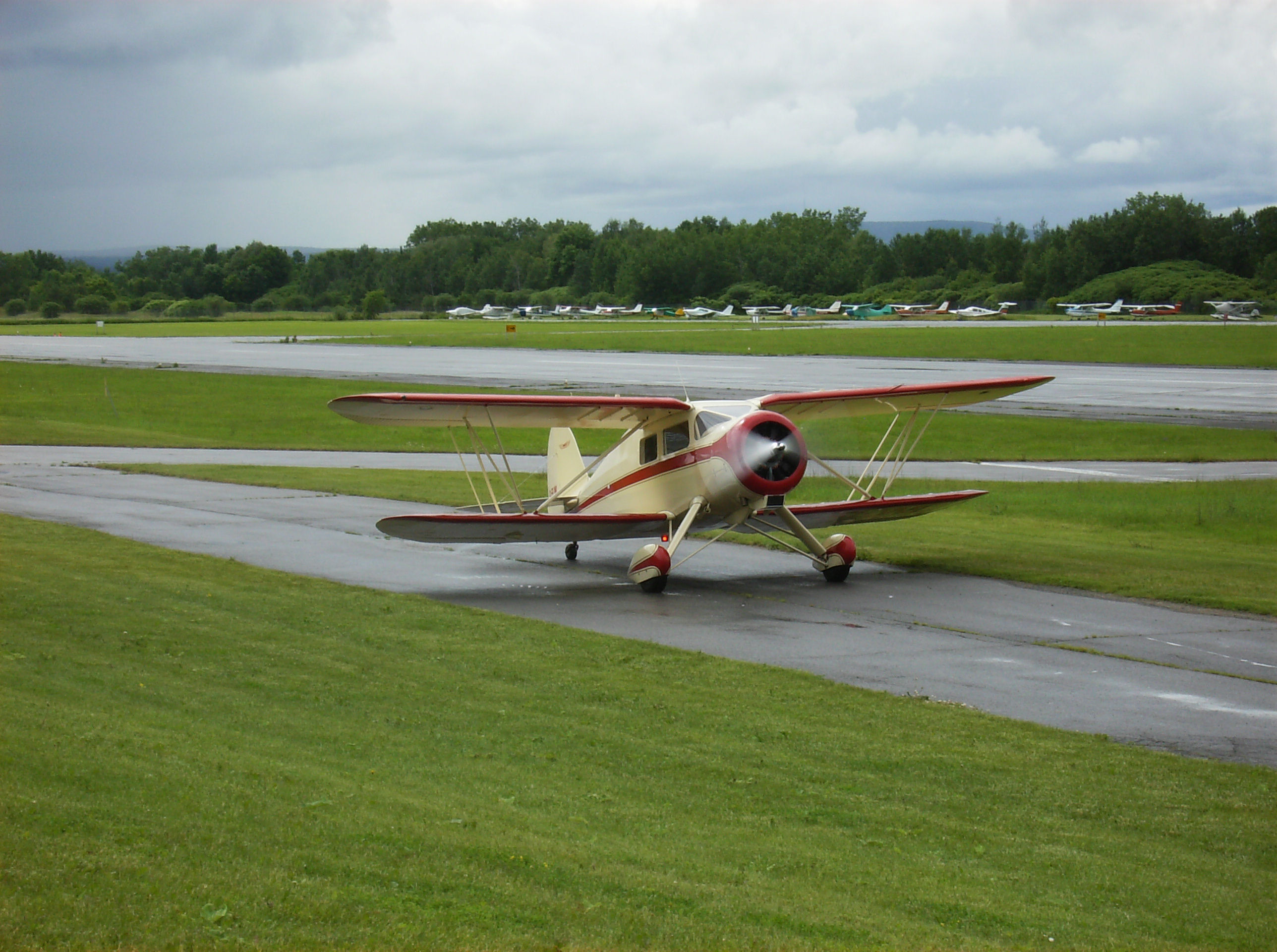
1937 Waco VKS-7 de 1937, un Waco Standard Cabin tardío, sin tragaluz.

#### Serie JC-S
CJC-S
Motor Wright R-760 de 186 kW (250 hp).
DJC-S
Motor Wright R-760 de 213 kW (285 hp).

#### Serie KC-S
UKC-S
Motor Continental R-670 de 157 kW (210 hp). 40 construidos.
YKC-S
Motor Jacobs L-4 de 168 kW (225 hp). 22 construidos
ZKC-S
Motor Jacobs L-5 de 213 kW (285 hp).

#### Serie KS
UKS-6
Motor Continental R-670 de 157 kW (210 hp). Dos construidos.
VKS-7
Motor Continental W-670 de 179 kW (240 hp). 18 construidos.
VKS-7F
Únicos Standard Cabin con flaps, construidos para el Programa Civil de Entrenamiento de Pilotos como entrenadores de navegación. La F indica el uso de flaps. 21 construidos.
YKS-6
Motor Jacobs L-4 de 168 kW (225 hp). 65 construidos.
ZKS-6 y 7
Motor Jacobs L-5 de 213 kW (285 hp). 29 construidos. Redesignados desde ZKC-S en 1936.
HKS-7 (muy raro)
Motor Lycoming R-680-13 de 224 kW (300 hp), instalado con la aprobación de la FAA.

## Operadores

### Militares
La mayoría de los operadores usó un único ejemplar, o una pequeña cantidad.
 Argentina
- Fuerza Aérea Argentina: 8x VKS-7[16]

 Australia
- Real Fuerza Aérea Australiana: 1x YQC-6[17]

 Brasil
- Fuerza Aérea Brasileña: 32x CJC[18]

 Canadá

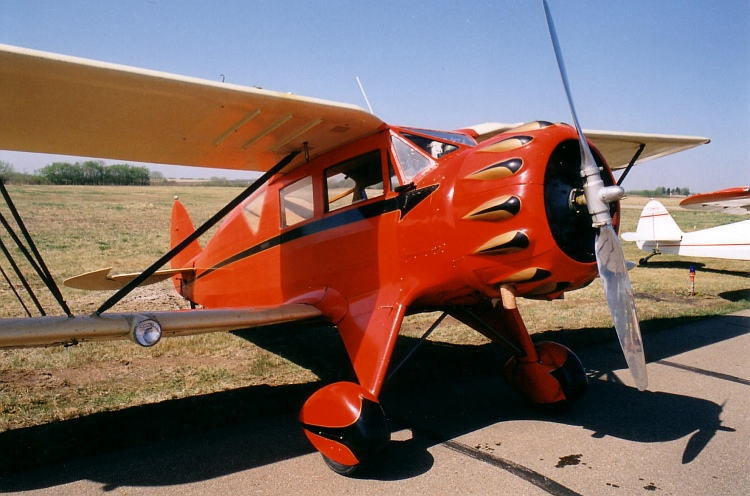
Biplano Waco UIC Standard Cabin.

- Real Fuerza Aérea Canadiense: 1x YKS-6[19]

 El Salvador
- Fuerza Aérea Salvadoreña: 2x UEC[20]

 Estados Unidos
- Fuerzas Aéreas del Ejército de los Estados Unidos: 2x VKS-7 como UC-72D, 1x YKS-7 como UC-72K y 2 ZKS-7 como UC-72M[21]
- Armada de los Estados Unidos: 3x YKS-7 requisados (sin designación de la Armada)[22]
- Patrulla Aérea Civil: a pesar del nombre, operó aviones armados de forma beligerante como una organización militar

 Finlandia
- Fuerza Aérea Finlandesa: 1x YKS-7[23]

 México
- Fuerza Aérea Mexicana: 1x UIC[24]

 Nueva Zelanda
- Real Fuerza Aérea de Nueva Zelanda: 1x QDC, 1x UIC[25]

 Noruega

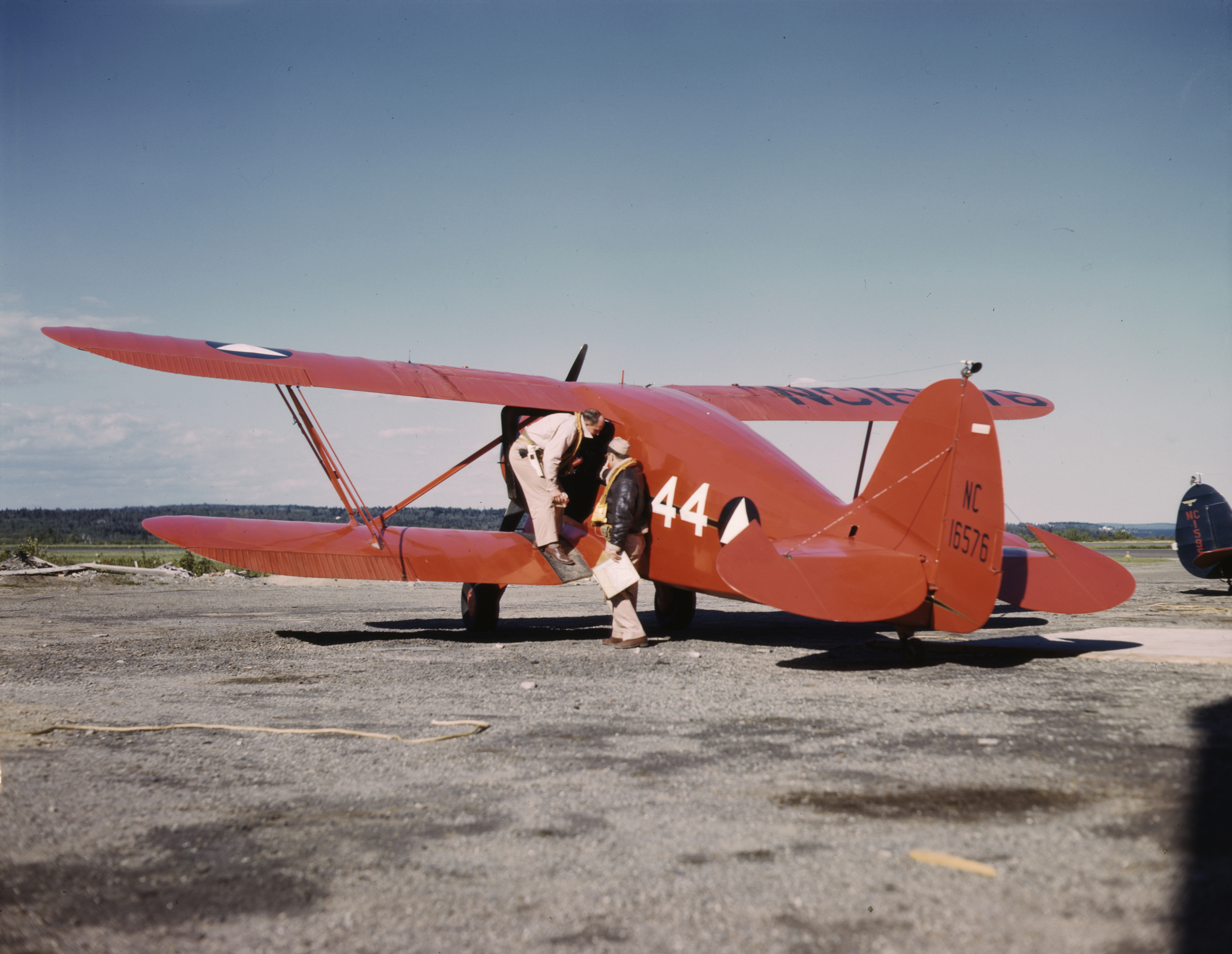
Waco YKS-6 de la Patrulla Aérea Civil sobre la plataforma en Bar Harbour, Maine.

- Real Fuerza Aérea Noruega: 1x YKS-7[26]

 Países Bajos
- Real Fuerza Aérea de los Países Bajos: 1x UKC[27]

 Reino Unido

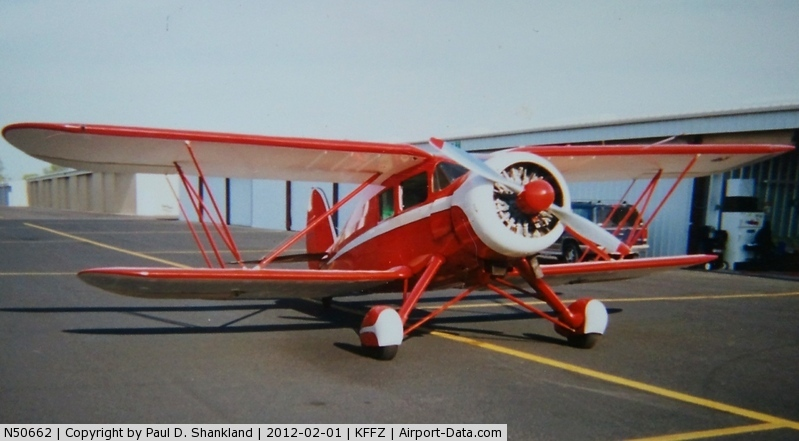
Waco ZKS-7 requisado para su uso en la Segunda Guerra Mundial como UC-72M (luego remotorizado con un Lycoming R-680-13 para convertirse en un HKS-7).

- Real Fuerza Aérea Británica: 1x YKC

 Sudáfrica
- Fuerza Aérea Sudafricana: UEC, otros

 Suecia
- Fuerza Aérea Sueca: 1x UIC, 1x UKC, otro[28]

## Aviones en exhibición
Además del gran número de Waco que continúan en manos privadas, también se encuentra una cierta cantidad en museos.
| Museo                                   | Localización               | Modelo | Identificador |
| Alaska Aviation Heritage Museum         | Anchorage, Alaska          | YKC    | NC14066       |
| Alberta Aviation Museum                 | Edmonton, Alberta          | UIC    | CF-AAW        |
| Canada Aviation and Space Museum        | Ottawa, Ontario            | VKS-7  | C-FLWL        |
| Deutsches Museum Flugwerft Schleissheim | Múnich, Alemania           | YKS-6  | NC16512       |
| EAA AirVenture Museum                   | Oshkosh (Wisconsin)        | UEC    | NC12472       |
| Golden Wings Flying Museum              | Mineápolis, Minnesota      | UKC    | NC13897       |
| Museu Aeroespacial                      | Río de Janeiro, Brasil     | CJC    | Therezina C66 |
| New England Air Museum                  | Windsor Locks, Connecticut | YKC-S  | NC14614       |
| Paul E. Garber Facility                 | Suitland, Maryland         | UIC    | NC13062       |
| Pima Air & Space Museum                 | Tucson, Arizona            | ZKS-6  | N16523        |
| Port Townsend Aero Museum               | Port Townsend, Washington  | YKS-6  | NC16517       |
| Museum of Flying                        | Santa Mónica (California)  | UEC    | NC18613       |
| Western Canada Aviation Museum          | Winnipeg, Manitoba         | YKC-S  | CF-AYS        |
| Yanks Air Museum                        | Chino (California)         | UEC    | NC18613       |

## Especificaciones
Referencias de Juptner, U.S. Civil Aircraft, 1962, 1974, 1977 y 1980 (las fechas se refieren a volúmenes específicos, no a ediciones)
| Fecha           | Modelo | Potencia       | Motor               | Longitud      | Envergadura (superior) | Envergadura (inferior) | Velocidad (máxima) | Peso (vacío)     | Peso (máx. cargado) | Carga (máxima)  | Precio (nuevo) | Precio (ajustado) |
| --------------- | ------ | -------------- | ------------------- | ------------- | ---------------------- | ---------------------- | ------------------ | ---------------- | ------------------- | --------------- | -------------- | ----------------- |
| Abril de 1931   | QDC    | 165 hp(123 kW) | Continental A-70-2  | 23'2"(7,06m)  | 33'3"(10,13m)          | 28'2"(8,59m)           | 116 mph(187 km/h)  | 1530 lb(694 kg)  | 2507 lb(1137 kg)    | 977 lb(443 kg)  | $5985          | $119 910          |
| Marzo de 1932   | UEC    | 210 hp(157 kW) | Continental R-670   | 24'8"(7,52m)  | 33'3"(10,13m)          | 28'2"(8,59m)           | 133 mph(214 km/h)  | 1,670 lb(758 kg) | 2700 lb(1225 kg)    | 1030 lb(470 kg) | $5985          | $133 655          |
| Marzo de 1932   | OEC    | 210 hp(157 kW) | Kinner C-5-210      | 24'9"(7,54m)  | 33'3"(10,13m)          | 28'2"(8,59m)           | 133 mph(214 km/h)  | 1,667 lb(756 kg) | 2700 lb(1225 kg)    | 1033 lb(469 kg) | $5985          | $133 655          |
| Abril de 1932   | BEC    | 165 hp(123 kW) | Wright R-540        | 24'10"(7,57m) | 33'3"(10,13m)          | 28'2"(8,59m)           | 120 mph(193 km/h)  | 1650 lb(748 kg)  | 2650 lb(1202 kg)    | 1000 lb(450 kg) | desconocido    | desconocido       |
| Marzo de 1933   | UIC    | 210 hp(157 kW) | Continental R-670   | 25'2"(7,67m)  | 33'3"(10,13m)          | 28'3"(8,61m)           | 140 mph(225 km/h)  | 1690 lb(767 kg)  | 2800 lb(1270 kg)    | 1110 lb(500 kg) | $5985          | $140 871          |
| Marzo de 1933   | UIC    | 210 hp(157 kW) | Continental R-670   | 28'11"(8,81m) | 33'3"(10,13m)          | 28'3"(8,61m)           | 126 mph(203 km/h)  | 2079 lb(943 kg)  | 3250 lb(1474 kg)    | 1171 lb(531 kg) | desconocido    | desconocido       |
| Marzo de 1934   | UKC    | 210 hp(157 kW) | Continental R-670-A | 25'3"(7,70m)  | 33'3"(10,13m)          | 28'3"(8,61m)           | 143 mph(230 km/h)  | 1745 lb(792 kg)  | 2850 lb(1293 kg)    | 1105 lb(501 kg) | $6285          | $143 148          |
| Marzo de 1934   | UKC    | 210 hp(157 kW) | Continental R-670-A | 28'10"(8,79m) | 33'3"(10,13m)          | 28'3"(8,61m)           | 126 mph(203 km/h)  | 2131 lb(967 kg)  | 3250 lb(1474 kg)    | 1119 lb(508 kg) | desconocido    | desconocido       |
| Abril de 1934   | YKC    | 225 hp(168 kW) | Jacobs L-4          | 25'4"(7,72m)  | 33'3"(10,13m)          | 28'3"(8,61m)           | 149 mph(240 km/h)  | 1800 lb(817 kg)  | 2850 lb(1293 kg)    | 1050 lb(480 kg) | $6450          | $146 906          |
| Abril de 1934   | YKC    | 225 hp(168 kW) | Jacobs L-4          | 28'10"(8,79m) | 33'3"(10,13m)          | 28'3"(8,61m)           | 130 mph(209 km/h)  | 2186 lb(992 kg)  | 3250 lb(1474 kg)    | 1064 lb(483 kg) | desconocido    | desconocido       |
| Mayo de 1934    | CJC    | 250 hp(186 kW) | Wright R-760-E      | 25'8"(7,82m)  | 34'10"(10,62m)         | 28'3"(8,61m)           | 152 mph(245 km/h)  | 1976 lb(896 kg)  | 3200 lb(1452 kg)    | 1224 lb(555 kg) | $8365          | $190 522          |
| Mayo de 1934    | CJC    | 250 hp(186 kW) | Wright R-760-E      | 28'10"(8,79m) | 34'10"(10,62m)         | 28'3"(8,61m)           | 132 mph(212 km/h)  | 2296 lb(1041 kg) | 3650 lb(1656 kg)    | 1354 lb(614 kg) | desconocido    | desconocido       |
| 1935            | UKC-S  | 210 hp(157 kW) | Continental R-670-A | 25'3"(7,70m)  | 33'3"(10,13m)          | 28'3"(8,61m)           | 138 mph(222 km/h)  | 1720 lb(780 kg)  | 3000 lb(1361 kg)    | 1280 lb(580 kg) | $5225          | $116 117          |
| 1935            | YKC-S  | 225 hp(168 kW) | Jacobs L-4          | 25'4"(7,72m)  | 33'3"(10,13m)          | 28'3"(8,61m)           | 143 mph(230 km/h)  | 1773 lb(804 kg)  | 3000 lb(1361 kg)    | 1227 lb(557 kg) | $5490          | $122 006          |
| 1935            | CJC-S  | 250 hp(186 kW) | Wright R-760-E      | 25'8"(7,82m)  | 34'10"(10,62m)         | 28'3"(8,61m)           | 152 mph(245 km/h)  | 1941 lb(880 kg)  | 3200 lb(1452 kg)    | 1359 lb(616 kg) | $7000          | $155 563          |
| 1936            | YKS-6  | 225 hp(168 kW) | Jacobs L-4          | 25'4"(7,72m)  | 33'3"(10,13m)          | 28'3"(8,61m)           | 144 mph(232 km/h)  | 1809 lb(821 kg)  | 3250 lb(1474 kg)    | 1441 lb(654 kg) | $4995          | $109 674          |
| Febrero de 1937 | YKS-7  | 225 hp(168 kW) | Jacobs L-4M/MB      | 25'3"(7,70m)  | 33'3"(10,13m)          | 28'3"(8,61m)           | 146 mph(235 km/h)  | 1882 lb(854 kg)  | 3250 lb(1474 kg)    | 1368 lb(621 kg) | $5695          | $120 702          |
| Febrero de 1937 | ZKS-7  | 285 hp(213 kW) | Jacobs L-5          | 25'3"(7,70m)  | 33'3"(10,13m)          | 28'3"(8,61m)           | 153 mph(246 km/h)  | 1928 lb(875 kg)  | 3250 lb(1474 kg)    | 1322 lb(600 kg) | $6135          | $130 028          |
| 1939, 1947      | HKS-7  | 300 hp(224 kW) | Lycoming R680-13    | 25'3"(7,70m)  | 33'3"(10,13m)          | 28'3"(8,61m)           | 168 mph(270 km/h)  | 2020 lb(916 kg)  | 3250 lb(1474 kg)    | 1322 lb(600 kg) | $7600          | $166 473          |
| Junio de 1937   | UKS-7  | 225 hp(168 kW) | Continental W-670K  | 25'3"(7,70m)  | 33'3"(10,13m)          | 28'3"(8,61m)           | 147 mph(237 km/h)  | 1907 lb(865 kg)  | 3250 lb(1474 kg)    | 1343 lb(609 kg) | $5890          | $124 835          |
| Junio de 1937   | VKS-7  | 240 hp(179 kW) | Continental W-670M  | 25'3"(7,70m)  | 33'3"(10,13m)          | 28'3"(8,61m)           | 149 mph(240 km/h)  | 1917 lb(870 kg)  | 3250 lb(1474 kg)    | 1333 lb(605 kg) | $5890          | $124 835          |
| 1938            | VKS-7  | 240 hp(179 kW) | Continental W-670M  | 25'3"(7,70m)  | 33'3"(10,13m)          | 28'3"(8,61m)           | 145 mph(233 km/h)  | 1960 lb(889 kg)  | 3250 lb(1474 kg)    | 1290 lb(585 kg) | $7770          | $164 681          |
| Junio de 1937   | VKS-7F | 240 hp(179 kW) | Continental W-670M  | 25'3"(7,70m)  | 33'3"(10,13m)          | 28'3"(8,61m)           | 145 mph(233 km/h)  | 2256 lb(1023 kg) | 3250 lb(1474 kg)    | 994 lb(451 kg)  | $12 500        | $264 931          |

### Secuencias de designación
- Secuencia C- (Aviones de Carga del USAAS/USAAC/USAAF/USAF (1925-62)): ← C-69 - C-70/A/B/C/D - C-71 - C-72 - C-73 - C-74 - C-75 →